# Cmentarz wojenny nr 251 – Ujście Jezuickie
Cmentarz wojenny nr 251 – Ujście Jezuickie. Jeden z ponad 400 zachodniogalicyjskich cmentarzy wojennych zbudowanych przez Oddział Grobów Wojennych C. i K. Komendantury Wojskowej w Krakowie. Znajduje się w Ujściu Jezuickim i został zaprojektowany przez Johanna Watzala i Emila Ladewiga. Jest ogrodzony z trzech stron betonowym murem, od strony drogi natomiast metalowym ogrodzeniem. Spoczywają na nim żołnierze austro-węgierscy (31 batalion strzelców polowych, 14 Pułk Piechoty k.k. Landwehry, 16 Pułk Piechoty k.k. Landwehry, 25 Pułk Piechoty k.k. Landwehry) i rosyjscy (77 starooskolski pułk piechoty) polegli podczas I wojny światowej.
W 2017 roku odsłonięto tablicę poświęconą pamięci poległych żołnierzy Chorwackich z inicjatywy Miasta Zagrzebia i Republiki Chorwacji.